# Черемница
Черемница — река в России, протекает по Вышневолоцкому району Тверской области. Впадает в Вышневолоцкое водохранилище. В верхнем течении называется Каменка. Длина реки составляет 15 км.
У истока река течёт на север в 3-4 км от реки Садва (бассейна Волги).
На реке стоит деревня Межуиха Лужниковского сельского поселения.

## Данные водного реестра
По данным государственного водного реестра России относится к Балтийскому бассейновому округу, водохозяйственный участок реки — Шлина, речной подбассейн реки — Волхов. Относится к речному бассейну реки Нева (включая бассейны рек Онежского и Ладожского озера).
Код объекта в государственном водном реестре — 01040200112102000019891.